# Carlos García González
Carlos García González   (Àvila, 4 d'abril de 1975) és un polític espanyol del Partit Popular (PP), president de la Diputació Provincial d'Àvila des de 2019 i alcalde de Tiñosillos des de 1999.
Nascut a Àvila el 4 d'abril de 1975, es va diplomar en Psicologia Clínica i Escolar per la Universitat de Salamanca. Empleat professionalment com a mosso en un magatzem logístic, es va convertir en alcalde del municipi de Tiñosillos el 1999. El 2007 es va convertir també en diputat provincial. Va accedir a la presidència de la Diputació al març de 2019 mitjançant una moció de censura presentada contra Jesús Manuel Sánchez Cabrera. Després de les eleccions municipals de maig de 2019, va renovar el mandat com a president de la corporació provincial, en la sessió constitutiva d'aquesta celebrada el 28 de juny de 2019.